# Richard Denhardt
Richard Ian David Denhardt (13 settembre 1967) è un ex rugbista a 15 neozelandese, in carriera di ruolo seconda linea.

## Biografia
Richard nacque in Nuova Zelanda, formandosi rugbisticamente al club Marist St. Pats.
Nel 1995 venne selezionato nella seconda squadra provinciale di Wellington, facendo qualche apparizione fino al 1996.
Nell'estate del 1996 si trasferì in Europa nel Birmingham Moseley, militante in National Division Two (oggi RFU Championship), la seconda divisione inglese.
Dopo due stagioni, venne ingaggiato dal Worcester che disputava il medesimo campionato, ridenominato, prima, Premiership Two e, poi, National Division One.
Dopo tre stagioni e la promozione sfiorata al termine di quella 2000-01, Denhardt approdò in Italia, sponda Viadana, per disputare la prima edizione del Super 10. Lo stesso anno, con i colori giallo-neri, si aggiudicò la finale scudetto ed il titolo di campione d’Italia, protagonista durante la stagione regolare ed autore di una delle due mete segnate in finale contro l'Amat. & Calvisano. L'anno successivo, vinse la seconda Coppa Italia nella storia del club viadanese sempre contro l'Amatori & Calvisano.
Dal 2003 al 2005 giocò due stagioni con la maglia della Leonessa, chiudendo la sua carriera rugbistica in Italia all'età di 38 anni.

## Palmarès
- Campionati italiani: 1
Viadana: 2001-02
- Coppe Italia: 1
Viadana: 2002-03